# Думбадзе, Леван Самсонович
Леван Самсонович Думбадзе (1897 — 1947) — участник Белого движения на Юге России, полковник Алексеевского артиллерийского дивизиона.

## Биография
Из дворян. Сын генерал-майора Самсона Антоновича Думбадзе. Братья Георгий (1896—1989) и Реваз — также офицеры, участники Белого движения.
В 1914 году окончил Симбирский кадетский корпус и поступил в Михайловское артиллерийское училище, по окончании ускоренного курса которого 14 мая 1915 года был произведен в прапорщики. 24 февраля 1916 года переведен в 26-ю артиллерийскую бригаду, а 25 февраля произведен в подпоручики. За боевые отличия был награждён несколькими орденами, в том числе орденом Св. Анны 4-й степени с надписью «за храбрость». Произведен в поручики 10 июня 1916 года, в штабс-капитаны — 7 октября 1917 года.
В Гражданскую войну участвовал в Белом движении на Юге России, в Добровольческой армии и ВСЮР — в 3-м отдельном артиллерийском дивизионе. В апреле 1919 года назначен командиром батареи в 3-й артиллерийской бригаде. Произведен в капитаны с 11 января 1919 года, в полковники — с 14 мая того же года. 10 ноября 1919 года назначен командиром 1-й батареи отдельного артиллерийского дивизиона, позднее — в Дроздовской артиллерийской бригаде. В Русской армии — командир 2-й батареи Алексеевского артиллерийского дивизиона до эвакуации Крыма. Награждён орденом Св. Николая Чудотворца. Галлиполиец.
В эмиграции в Югославии. Состоял членом Общества офицеров-артиллеристов. Был членом боевой организации генерала Кутепова, несколько раз нелегально посещал СССР. В годы Второй мировой войны служил в Русском корпусе, с 1942 года состоял в службе связи штаба корпуса. Убит в Мюнхене около декабря 1947 года.

## Награды
- Орден Святой Анны 4-й ст. с надписью «за храбрость» (ВП 27.07.1916)
- Орден Святого Станислава 3-й ст. с мечами и бантом (ВП 23.08.1916)
- Орден Святителя Николая Чудотворца (Приказ Главнокомандующего № 368, 11 ноября 1921)